# Alessandro Rinaldi
Alessandro Rinaldi (Roma, 23 novembre 1974) è un ex calciatore italiano, di ruolo difensore.

## Carriera
Inizia la sua carriera nel Consalvo, piccola società del quartiere Quadraro di Roma per poi passare nelle giovanili della Lodigiani prima e successivamente in quelle della Lazio, senza mai esordire in Serie A.
Nel 1993 viene ceduto al Nola in Serie C1, per poi passare al Verona, con il quale gioca nella stagione 1994-1995 Serie B. In seguito passa al Ravenna, in cui diventa definitivamente titolare e con il quale gioca per tre stagioni, conquistando la promozione in Serie B al termine della stagione 1995-1996.
Nel 1998 passa al Bologna, con cui debutta in Serie A il 12 settembre 1998 nella sconfitta sul campo del Milan. Con i rossoblu colleziona 22 presenze e conquista l'accesso alla Coppa UEFA vincendo la Coppa Intertoto. Nella stagione successiva, insieme al compagno di squadra Francesco Antonioli, viene acquistato dalla Roma: nella prima stagione scende in campo 23 volte, mentre nell'annata 2000-2001, nella quale la Roma conquista lo scudetto, gioca solamente 9 partite.
Nella stagione 2001-2002 viene ceduto all'Atalanta, nell'affare che porta Ivan Pelizzoli alla Roma. A Bergamo gioca fino a gennaio, quando viene scambiato con Paolo Foglio e si trasferisce al Chievo, dove finisce ai margini della prima squadra.
Rientrato a Bergamo, rimane lontano dal campo fino a gennaio, quando viene nuovamente scambiato passando al Piacenza in cambio di Paolo Tramezzani. In Emilia gioca 4 partite, segnalandosi solamente per un'espulsione, e a fine stagione ritorna a Bergamo. Scaduto il contratto con gli orobici, si accorda con la Triestina, militante in Serie B; nel mese di agosto, tuttavia, lascia la squadra e fa ritorno a Roma per problemi familiari. Nel 2003 quindi abbandona il calcio giocato.

## Statistiche

### Presenze e reti nel club
| Stagione        | Squadra         | Campionato      | Campionato | Campionato | Coppe nazionali | Coppe nazionali | Coppe nazionali | Coppe continentali | Coppe continentali | Coppe continentali | Altre coppe | Altre coppe | Altre coppe | Totale | Totale |
| Stagione        | Squadra         | Comp            | Pres       | Reti       | Comp            | Pres            | Reti            | Comp               | Pres               | Reti               | Comp        | Pres        | Reti        | Pres   | Reti   |
| --------------- | --------------- | --------------- | ---------- | ---------- | --------------- | --------------- | --------------- | ------------------ | ------------------ | ------------------ | ----------- | ----------- | ----------- | ------ | ------ |
| 1993-1994       | Nola            | C1              | 25         | 3          | CI-C            | ?               | ?               | -                  | -                  | -                  | -           | -           | -           | 25+    | 3+     |
| 1994-1995       | Verona          | B               | 15         | 0          | CI              | 1               | 0               | -                  | -                  | -                  | -           | -           | -           | 16     | 0      |
| 1995-1996       | Ravenna         | C1              | 23         | 1          | CI-C            | ?               | ?               | -                  | -                  | -                  | -           | -           | -           | 23+    | 1+     |
| 1996-1997       | Ravenna         | B               | 18         | 1          | CI              | 1               | 0               | -                  | -                  | -                  | -           | -           | -           | 19     | 1      |
| 1997-1998       | Ravenna         | B               | 29         | 0          | CI              | 3               | 0               | -                  | -                  | -                  | -           | -           | -           | 23     | 0      |
| Totale Ravenna  | Totale Ravenna  | Totale Ravenna  | 71         | 2          |                 | 4+              | 0+              |                    | -                  | -                  |             | -           | -           | 71+    | 2+     |
| 1998-1999       | Bologna         | A               | 22         | 0          | CI              | 8               | 0               | CI+CU              | 3+10               | 0+0                | -           | -           | -           | 43     | 0      |
| 1999-2000       | Roma            | A               | 23         | 0          | CI              | 1               | 1               | CU                 | 6                  | 0                  | -           | -           | -           | 30     | 1      |
| 2000-2001       | Roma            | A               | 9          | 0          | CI              | 1               | 0               | CU                 | 4                  | 0                  | -           | -           | -           | 14     | 0      |
| Totale Roma     | Totale Roma     | Totale Roma     | 32         | 0          |                 | 2               | 1               |                    | 10                 | 0                  |             | -           | -           | 44     | 1      |
| 2001-gen.2002   | Atalanta        | A               | 13         | 1          | CI              | 2               | 0               | -                  | -                  | -                  | -           | -           | -           | 15     | 1      |
| gen-giu. 2002   | Chievo          | A               | 2          | 0          | CI              | 0               | 0               | -                  | -                  | -                  | -           | -           | -           | 2      | 0      |
| 2002-gen.2003   | Atalanta        | A               | 4          | 0          | CI              | 2               | 0               | -                  | -                  | -                  | -           | -           | -           | 6      | 0      |
| Totale Atalanta | Totale Atalanta | Totale Atalanta | 17         | 1          |                 | 4               | 0               |                    | -                  | -                  |             | -           | -           | 21     | 1      |
| gen-giu. 2003   | Piacenza        | A               | 4          | 0          | CI              | 0               | 0               | -                  | -                  | -                  | -           | -           | -           | 4      | 0      |
| Totale Carriera | Totale Carriera | Totale Carriera | 188        | 6          |                 | 19+             | 1+              |                    | 23                 | 0                  |             | -           | -           | 230+   | 7+     |

## Palmarès

### Competizioni nazionali
- Campionato italiano Serie C1: 1

Ravenna: 1995-1996 (girone A)
- Campionato italiano: 1

Roma: 2000-2001

### Competizioni internazionali
- Coppa Intertoto UEFA: 1

Bologna: 1998